# حارة بير الهندي الشمالي (صنعاء)
حارة بير الهندي الشمالي هي إحدى حارات حي الحشيشية بمديرية شعوب إحد مديريات العاصمة اليمنية صنعاء، بلغ تعداد سكانها 3036 نسمة حسب تعداد اليمن لعام 2004.